# Madera (Californie)
Pour les articles homonymes, voir Madera.
Madera est une ville de l’État de Californie, siège du comté de Madera, aux États-Unis. Sa population s’élève à 61 416 habitants lors du recensement de 2010 et est estimée à 65 508 habitants en 2017.

## Histoire
La ville a été nommée d'après le terme espagnol pour le bois d'œuvre.

## Démographie
| Groupe            | Madera | Californie | États-Unis |
| ----------------- | ------ | ---------- | ---------- |
| Blancs            | 49,9   | 57,6       | 72,4       |
| Autres            | 36,8   | 17,0       | 6,2        |
| Métis             | 4,5    | 4,9        | 2,9        |
| Afro-Américains   | 3,4    | 6,2        | 12,6       |
| Amérindiens       | 3,2    | 1,0        | 0,9        |
| Asiatiques        | 2,2    | 13,1       | 4,8        |
| Océaniens         | 0,1    | 0,4        | 0,2        |
| Total             | 100    | 100        | 100        |
|                   |        |            |            |
| Latino-Américains | 76,7   | 37,6       | 16,7       |

Selon l'American Community Survey pour la période 2011-2015, 59,40 % de la population âgée de plus de 5 ans déclare parler l’espagnol à la maison, 37,11 % déclare parler l’anglais, 2,06 % le pendjabi et 1,43 % une autre langue.
| 1880 | 1890 | 1910  | 1920  | 1930  | 1940  |
| ---- | ---- | ----- | ----- | ----- | ----- |
| 217  | 950  | 2 404 | 3 444 | 4 665 | 6 457 |

| 1950   | 1960   | 1970   | 1980   | 1990   | 2000   |
| ------ | ------ | ------ | ------ | ------ | ------ |
| 10 497 | 14 430 | 16 044 | 21 732 | 29 281 | 43 207 |

| 2010   | - | - | - | - | - |
| ------ | - | - | - | - | - |
| 61 416 | - | - | - | - | - |

## Jumelages
Yilan (Taïwan)

## Personnalités
Lee Evans (1947-2021), athlète spécialiste du 400 m., double champion olympique, est né à Madera.